# Auguste de Juge
Auguste de Juge de Pieuillet, né le 6 janvier 1797 à Serrières-en-Chautagne (Mont-Blanc) et mort le 22 janvier 1862 à Marcellaz-Albanais (Haute-Savoie), est un haut fonctionnaire et poète savoyard de langue française. 

## Biographie

### Origine et famille
Jules Auguste est né le 6 janvier 1797 à Serrières-en-Chautagne, alors situé dans le département du Mont-Blanc. Il est le fils de Jean-Joseph de Juge de Pieuillet, substitut avocat général au Sénat de Savoie, et de Péronne de Montanier. Son frère, François de Juge de Pieuillet (1799-1856), est fonctionnaire au sein de l'administration sarde.
La famille de Juge est établie dans l'Albanais depuis le XIVe siècle et fut anoblie en 1498,. Elle porte d'azur à 3 roses d'or,.
Il épouse Audé-Bernard Marie avec qui il a deux enfants, Charles Jules (1829-1893) et Alix.

### Carrière
Après des études de droit à Grenoble, puis à Turin, où il reçut le titre de docteur en 1816. Il s'installa en 1827 comme avocat fiscaliste auprès du tribunal d'Albertville, puis devient juge-mage au tribunal de Bonneville en 1833 et à celui d'Annecy en 1837. Il devient membre du Sénat de Savoie en 1840. 
Il dirigea aussi les services de l'Instruction publique dans le Faucigny puis devint directeur des études pour le duché de Savoie à Chambéry en 1852. Il est élu le 18 juin 1841 à l'Académie des sciences, belles-lettres et arts de Savoie, avec pour titre académique Effectif (titulaire). Il en fut le président de 1853 à 1854, puis de 1857 à 1858.
Après l'annexion de la Savoie à la France, il prend sa retraite le 12 avril 1860 avec le titre de président honoraire de la Cour d'appel de Savoie.
Il est fait chevalier de l'ordre des Saints-Maurice-et-Lazare.
Auguste de Juge meurt dans son château de Pieuillet, le 22 janvier 1862.

## Œuvres
En Savoie, Auguste de Juge est un poète renommé pour ses talents littéraires et son don pour la satire. Dès 1824, il fit paraître son premier poème « Chambéry ». Alphonse de Lamartine fait l'éloge de son premier recueil de poèmes, notamment sur le lac Léman. En 1834, il rédigea un recueil mystique intitulé « Inspirations religieuses », qui ne connut pas un grand succès. De fait, l'essentiel de son œuvre est constitué de petites fables satiriques à la manière de celles de Jean de La Fontaine raillant les mœurs politiques de ses contemporains. Ses fables politiques furent regroupées et publiées en 1853 sous l'intitulé « Le Fabuliste des Alpes » et lui valut les félicitations de Théophile Gautier.
- 1834, Inspirations religieuses.
- 1853, Le Fabuliste des Alpes (lire en ligne sur Gallica).